# Gero von Merhart
Gero Merhart von Bernegg (* 17. Oktober 1886 in Bregenz; † 4. März 1959 auf Schloss Bernegg bei Emmishofen, Schweiz) war ein österreichischer Prähistoriker.

## Lebensdaten
Gero von Merhart absolvierte ein naturwissenschaftliches Studium und promovierte 1913 mit einer geologischen Arbeit. 1914 wurde er Assistent an der Anthropologisch-Prähistorischen Staatssammlung in München. Schon zu Beginn des Ersten Weltkrieges kam er in russische Kriegsgefangenschaft. Von 1919 bis 1921 leistete er Museumsarbeit im Museum der Jenisej-Gubernie in Krasnojarsk (Sibirien), aus der seine Habilitationsschrift „Die Bronzezeit am Jenissei“ hervorging.
1923 wurde er Fachdirektor an der Urgeschichtlichen Abteilung im Museum Ferdinandeum in Innsbruck und dann Direktorialassistent am Römisch-Germanischen Zentralmuseum in Mainz. 1927 wurde an der Philipps-Universität Marburg der erste deutsche Lehrstuhl für Vor- und Frühgeschichte eingerichtet, auf den von Merhart als Ordinarius berufen wurde. Im Zuge des Lehrstuhls wurde er ab 1928 Staatlicher Vertrauensmann für Kulturgeschichtliche Altertümer im Regierungsbezirk Kassel, ab April 1932 auch für Waldeck; er war also auch für die Denkmalpflege zuständig. In dieser Funktion richtete er seit 1937 auch das Kurhessische Landesamtes für Vor- und Frühgeschichte ein, den Vorläufer des heutigen Landesamtes für Bodendenkmalpflege in Marburg.
Aus einem persönlichen Konflikt mit Hans Reinerth, parteiamtlichem Zuständigen für Vorgeschichte im Amt Rosenberg, entwickelte sich eine Verleumdungskampagne, die dazu führte, dass Merhart 1938 durch die Nationalsozialisten aufgrund von „politischem Katholizismus und Jesuitentum“ und auf Intervention der SS von seiner Professur beurlaubt wurde. Die Universität Marburg bemühte sich auf Weisung des Kasseler Gauleiters Weinrich um den Rassentheoretiker Hans F. K. Günther, der Sozialanthropologie an der Universität Jena lehrte. Dieser nahm jedoch einen Ruf nach Freiburg an. Gero von Merhart wurde zum 1. Januar 1942 auf „eigenen Wunsch“ endgültig pensioniert. Merharts Nachfolger als Leiter des Marburger Prähistorischen Seminars wurde zunächst sein Schüler Friedrich Holste, der jedoch sieben Tage nach seiner Berufung 1942 in Russland fiel. Danach übernahm Wolfgang Dehn zum Wintersemester 1942/43 das Amt des Institutsleiters. Auch er musste jedoch Heeresdienst leisten, so dass Merhart trotz des politisch verordneten vorzeitigen Ruhestands den Lehrbetrieb notdürftig in Gang hielt.
1946 wurde Merhart offiziell von den Alliierten mit der Vertretung Dehns beauftragt und engagierte sich nun erfolgreich für dessen Wiedereinsetzung. Dehn war Mitglied der SA, dann der SS gewesen, so dass er nach seiner Rückkehr aus der Kriegsgefangenschaft 1947 im Rahmen der Entnazifizierung nicht ohne weiteres seinen Lehrstuhl wieder übernehmen konnte. 1949 übernahm Dehn den Marburger Lehrstuhl, Merhart zog sich auf seinen Stammsitz Schloss Bernegg bei Kreuzlingen in der Schweiz zurück, wo er, als Spätfolge einer Malaria, die er sich in Sibirien zugezogen hatte, fast erblindet, am 4. März 1959 starb. Erst zwei Jahre zuvor wurde nach Bemühen Dehns die Pensionierung in eine Emeritierung umgewandelt.
Seine Erinnerungen erschienen erstmals 1959 als Privatdruck und dokumentieren ein Bild seiner Arbeit als Kriegsgefangener 1919 bis 1921 im Museum der Jenisej-Gubernie in Krasnojarsk (Sibirien) sowie im Gelände, schildern aber auch die Lebensumstände in der sich konsolidierenden Sowjetunion und seine Rückreise von Kasan über Moskau nach St. Petersburg.
Merhart war als einer der wenigen hochrangigen deutschen Prähistoriker nicht Mitglied in wenigstens einer der verschiedenen NS-Organisationen. Seit 1922 war er Mitglied des Reichsbundes für Deutsche Vorgeschichte, seit 1926 korrespondierendes und seit 1930 ordentliches Mitglied des Deutschen Archäologischen Instituts und seit 1928 Mitglied der Römisch-Germanischen Kommission.

## Marburger Schule
Merharts Lehre in Marburg führte zu einer Reihe von Arbeiten, die heute trotz einer großen thematischen und methodischen Vielfalt zusammenfassend als Marburger Schule bezeichnet werden. Gemeinsame Kennzeichen sind:
- regionale Aufarbeitungen
- Verfeinerung der Chronologie
- typologisch-stilistische Ansätze

Die meisten dieser Arbeiten entstanden während des Nationalsozialismus, sie sind jedoch im Gegensatz zu anderen prähistorischen Arbeiten der Zeit wissenschaftlich und nicht ideologisch-germanophil orientiert.

### Marburger Dissertationen
- Kurt Bittel, Die Kelten in Württemberg. Römisch-Germanische Forschungen 8 (Berlin/Leipzig 1934)
- Werner Buttler, Der donauländische und der westliche Kulturkreis. Handbuch der Urgeschichte Deutschlands 2 (Berlin 1938).
- Werner Coblenz, Grabfunde der Mittelbronzezeit Sachsens (Diss. 1947).
- Wolfgang Dehn, Katalog Kreuznach. Kataloge west- u. süddeutscher Altertumssammlungen (Berlin 1941).
- Thea Elisabeth Haevernick, Die Glasarmringe der Latènekultur (1939)
- Friedrich Holste, Die Bronzezeit im nordmainischen Hessen (Diss. Marburg 1939). – F. Holste, Die Bronzezeit in Süd- und Westdeutschland. Handb. Urgesch. Deutschlands 1 (Berlin 1953): Habilitation.
- Hans-Jürgen Hundt, Die jüngere Bronzezeit in Mecklenburg (Diss. 1939).
- Werner Jorns, Die Hallstattzeit in Kurhessen. Berlin 1936.
- Wolfgang Kimmig, Die Urnenfelderkultur in Baden untersucht aufgrund der Gräberfunde. Röm.-German. Forsch. 14 (Berlin 1940).
- Georg Kossack, Studien zum Symbolgut der Urnenfelder- und Hallstattzeit Mitteleuropas (Berlin 1954). – G. Kossack, Südbayern während der Hallstattzeit. Röm.-German. Forsch. 24 (Berlin 1959).
- Hermann Müller-Karpe, Die Urnenfelderkultur im Hanauer Land (Marburg 1948). – H. Müller-Karpe, Beiträge zur Chronologie der Urnenfelderzeit nördlich und südlich der Alpen (Berlin 1959): Habilitation.
- Edward Sangmeister, Die Glockenbecherkultur und die Becherkulturen (Diss. Marburg 1951).
- Hans Schönberger, Die Spätlatènezeit in der Wetterau. Saalburg-Jahrbuch 11, 1952 (Diss. 1943)
- Armin Stroh, Die Rössener Kultur in Südwestdeutschland. Ber. RGK 28, 1938, 8-179 (Diss. Marburg 1938).
- Rafael von Uslar, Westgermanische Bodenfunde des ersten bis dritten Jahrhunderts nach Christus aus Mittel- und Westdeutschland. German. Denkm. Frühzeit 3 (Berlin 1938).
- Joachim Werner, Münzdatierte Austrasische Grabfunde. Germanische Denkmäler der Völkerwanderungszeit 3 (Berlin, Leipzig 1935).

## Publikationen (Auswahl)
Siehe Wolfgang Dehn: Verzeichnis der Schriften von Professor Dr. Gero von Merhart. In: Jahrbuch des Römisch-germanischen Zentralmuseums Mainz. Band 6, 1959, S. 11–56.
- Die Bronzezeit am Jenissei. Ein Beitrag zur Urgeschichte Sibiriens (= Bücher zur Ur- und Frühgeschichte. Band 1). Verlag Anton Schroll & Co, Wien 1926 (Digitalisat).
- Donauländische Beziehungen der früheisenzeitlichen Kulturen Mittelitaliens. In: Bonner Jahrbücher. Band 147, 1942, S. 1–90.
- Studien über einige Gattungen von Bronzegefässen. In: Festschrift des Römisch-Germanischen Zentralmuseum in Mainz 1952. Band 2. Mainz 1952, S. 1–71.
- Hermann Parzinger (Hrsg.): Daljóko. Bilder aus sibirischen Arbeitstagen. Böhlau, Köln 2008, ISBN 978-3-205-78188-2.